# Municipio de Bazaar
El municipio de Bazaar (en inglés: Bazaar Township) es un municipio ubicado en el condado de Chase en el estado estadounidense de Kansas. En el año 2010 tenía una población de 93 habitantes y una densidad poblacional de 0,32 personas por km².

## Geografía
El municipio de Bazaar se encuentra ubicado en las coordenadas 38°15′23″N 96°27′36″O / 38.25639, -96.46000. Según la Oficina del Censo de los Estados Unidos, el municipio tiene una superficie total de 292.99 km², de la cual 291,76 km² corresponden a tierra firme y (0,42 %) 1,23 km² es agua.

## Demografía
Según el censo de 2010, había 93 personas residiendo en el municipio de Bazaar. La densidad de población era de 0,32 hab./km². De los 93 habitantes, el municipio de Bazaar estaba compuesto por el 96,77 % blancos, el 2,15 % eran de otras razas y el 1,08 % eran de una mezcla de razas. Del total de la población el 2,15 % eran hispanos o latinos de cualquier raza.